# Branka Pujić
Branka Pujić (Beograd, 6. studenog 1963.) je srbijanska filmska, televizijska i kazališna glumica.

## Filmografija

### Televizijske uloge
- "Ruža vjetrova" kao Suzana Matošić (2011. – 2013.)
- "Montevideo, Bog te video" kao Ružica Pops (2012.)
- "Nepobedivo srce" kao Marsel Beson (2011.)
- "Cvat lipe na Balkanu" kao Melanija Božović (2011.)
- "Totalno novi talas" kao Goca (2010.)
- "Greh njene majke" (2010.)
- "Zauvijek mlad" kao poslanikova žena (2009.)
- "Ranjeni orao" kao sudčeva žena (2008. – 2009.)
- "Zaboravljeni umovi Srbije" (2008.)
- "Vratit će se rode" (2008.)
- "Zaustavi vrijeme" (2008.)
- "Pozorište u kući" kao arhitektica Marković (2007.)
- "Stižu dolari" kao Jelena Ljutić (2004. – 2006.)
- "Neki novi klinci" kao Mis Pigi (2003.)
- "Policajac sa Petlovog Brda" (1993. – 1994.)

### Filmske uloge
- "Ma nije on takav" kao Margita (2010.)
- "Najmiliji" (2010.)
- "The Brothers Bloom" kao usvojiteljica (2008.)
- "Dva" (2007.)
- "Božićna pečenica" kao Katja Maksić (2007.)
- "Taksista" kao Divna (2003.)
- "Breg čežnje" kao Vera (2002.)
- "Moja porodica, privatizacija i ja" kao Natalija (2001.)
- "Senke uspomena" kao Miloševa žena (2000.)
- "Tango je tužna misao koja se pleše" (1997.)
- "Svadbeni marš" kao Jelena Mitrović (1995.)
- "Ni na nebu ni na zemlji" (1994.)
- "Biće bolje" (1994.)
- "Dva sata kvalitetnog programa" kao Maca (1994.)
- "Prokleta je Amerika" (1992.)
- "Zagreb-Beograd preko Sarajeva" kao dama (1992.)
- "Koju igru igraš" (1992.)
- "Brod plovi za Šangaj" (1991.)
- "Bračna putovanja" kao Anabela (1991.)
- "Sveto mesto" kao Katarina (1990.)
- "Pod žvrnjem" (1990.)
- "Najbolji" kao Mejra (1989.)
- "Braća po materi" (1988.)
- "Vanbračna putovanja" kao Anabela (1988.)
- "Sentimentalna priča" kao Marijana (1988.)
- "Dečji bič" kao Vida (1988.)

## Vanjske poveznice
- Branka Pujić u internetskoj bazi filmova IMDb-u (engl.)